# Roberto Monzón
Roberto Monzón González, född den 30 mars 1978 i Havanna, Kuba, är en kubansk brottare som tog OS-silver i fjäderviktsbrottning i den grekisk-romerska klassen 2004 i Aten.